# Huta Szklana (województwo wielkopolskie)
Huta Szklana (niem. Glashütte) – wieś w Polsce, położona w województwie wielkopolskim, w powiecie czarnkowsko-trzcianeckim, w gminie Krzyż Wielkopolski.
| SIMC    | Nazwa                    | Rodzaj    |
| ------- | ------------------------ | --------- |
| 1005940 | Huta Szklana-Wybudowanie | część wsi |

W latach 1954–1957 wieś należała i była siedzibą władz gromady Huta Szklana, po jej zniesieniu w gromadzie Krzyż. W latach 1975–1998 miejscowość administracyjnie należała do województwa pilskiego.
Przez miejscowość przepływa Człopica, rzeka dorzecza Warty.